# Пітер Геркенс
Пітер Геркенс (нід. Pieter Gerkens, нар. 13 серпня 1995, Білзен) — бельгійський футболіст, опорний півзахисник клубу «Гент».

## Ігрова кар'єра

### Клубна
Пітер Геркенс є вихованцем клубу «Генк». У першій команді Пітер дебютував 28 листопада 2013 року у матчі Ліги Європи проти київського «Динамо». За кілька днів Геркенс зіграв і перший матч у чемпіонаті Бельгії.
У січні 2016 року Геркенс став гравцем «Сінт-Трейдена», де відіграв півтора сезони. Після чого приєднався до складу столичного «Андерлехта».
Влітку 2020 року Геркенс підписав контракт з клубом «Антверпен». Дія контракта розрахована до червня 2023 року.
У червні 2023 року підписав чотирирічний контракт з «Гентом».

### Збірна
У 2012 році у складі збірної Бельгії (U-17) Пітер Геркенс брав участь у юнацькому чемпіонаті Європи, що проходив на полях Словенії. У матчі проти словенських однолітків Геркенс відмітився забитим голом.

## Титули і досягнення
- Володар Суперкубка Бельгії (1):

«Андерлехт»: 2017
- Чемпіон Бельгії (1):

«Антверпен»: 2022-23
- Володар Кубка Бельгії (1):

«Антверпен»: 2022-23